# The Boys in the Boat
The Boys in the Boat: Nine Americans and Their Epic Quest for Gold at the 1936 Berlin Olympics é um romance de não ficção escrito por Daniel James Brown e publicado em 4 de junho de 2013.

## Antecedentes
The Boys in the Boat é uma história verídica baseada nas lutas e sacrifícios feitos pela equipe de remo da Universidade de Washington para competir nos Jogos Olímpicos de Verão de 1936. Joseph Sutton-Holcomb, do The Seattle Times, menciona que Brown teve a ideia de escrever este livro quando sua vizinha Judy Willman entrou em sua casa em Redmond, Washington. Ela disse que seu pai que estava no hospício, Joe Rantz, era fã de suas obras e queria conversar com o autor. Esse encontro com Judy iniciou uma conversa com Joe Rantz sobre a vida durante a Grande Depressão, o que levou a uma conversa aprofundada sobre seu tempo como remador na Universidade de Washington. Ao crescer, Joe se sentiu condenado ao ostracismo por seu pai e sua madrasta e era visto como descartável, o que se correlaciona com o que muitas pessoas sentiam naquela época. A Depressão trouxe muita incerteza e as pessoas sentiram como se não tivessem qualquer controle sobre as suas próprias vidas.
Em uma entrevista com Joseph Sutton-Holcomb do The Seattle Times, Brown enfatizou que a razão pela qual ele passou tanto tempo se preparando para a corrida foi porque ele pensou que “é muito mais significativo se você conhece os nove caras envolvidos em algum nível pessoal, e se você sabe o que os garotos alemães usando suásticas no peito representam, que eles não eram apenas mais um bando de crianças em um barco.”

## Sinopse
The Boys in the Boat é sobre a equipe de remo de 8 da Universidade de Washington que representou os Estados Unido no remo nos Jogos Olímpicos de Verão de 1936 - Oito com masculino em Berlim, e derrotou por pouco a Itália e a Alemanha, conquistando a medalha de ouro. O personagem principal é Joe Rantz. Rantz passou por momentos difíceis enquanto crescia e foi abandonado por sua família por vários anos, tendo que se defender sozinho.
Existem duas histórias de fundo. Uma ilustra como todos os nove membros da equipe de Washington vieram de famílias de classe média baixa e tiveram que lutar para conseguir estudar durante o auge da Depressão. Junto com a crônica de suas vitórias e derrotas nas competições nacionais, o leitor aprende a importância da sincronização dos oito remadores ao responderem aos comandos do timoneiro e suas comunicações com a braçada, ritmo consistente e sprint até a chegada.
A segunda história de fundo começa com uma representação de Hitler decretando a construção das espetaculares instalações alemãs onde os Jogos aconteceriam. Ao longo do caminho, o livro também descreve como os nazistas encobriram com sucesso as evidências de seu tratamento duro e desumano aos judeus e outras minorias, de modo a ganhar aplausos mundiais para os Jogos, enganando o Comitê Olímpico dos Estados Unidos, entre outros.
Tudo vem junto com uma descrição da corrida final. Durante a década de 1930, o remo era um esporte popular, com milhões de pessoas acompanhando a ação pelo rádio. Os vitoriosos atletas olímpicos tornaram-se heróis nacionais. De acordo com as restrições do atletismo amador, os meninos mergulharam em relativa obscuridade após a vitória, mas ainda estavam em melhor situação do que seus pais e, pelo resto da vida, orgulhosos de suas realizações. Após a vitória, eles se reuniam a cada poucos anos para remar novamente.

## Recepção
Timothy Egan, do The New York Times, escreveu: "Contra todas as probabilidades, o livro de Brown se tornou um fenômeno global. The Boys in the Boat é sobre quem costumávamos ser. E quem ainda poderíamos ser. Como a melhor história, é então e agora o fator uau é ao mesmo tempo embaraçoso (para o presente) e inspirador (para o futuro)." Laurence Raw, do The Journal of American Culture, descreveu este livro como tendo sido lindamente pesquisado e destaca as desgraças e triunfos experimentados durante a Grande Depressão. Junto com os elogios ao livro, o livro recebeu muitos prêmios, incluindo o Washington State Book Award de 2014.
No geral, o livro recebeu reações positivas. O The Guardian declarou: "A vitória da equipe de remo dos EUA nas Olimpíadas de Hitler em 1936 está registrada em um relato dramático da era da Depressão destinado à Hollywood." The News Journal inclui uma crítica positiva de John Schoonver, timoneiro da St. Andrews School em 1959, que afirmou que "[O livro] mostra uma história notável sobre a perseverança de jovens remadores." Em julho de 2014, o Delhi Press abordou que “Um dos protagonistas é Joe Rantz, um menino pobre, cuja determinação em superar as adversidades o torna um herói ideal. O autor aprendeu os detalhes da brilhante carreira de Rantz no remo com o próprio atleta.” De acordo com o Delhi Press, o autor trabalhou duro para criar um livro que inspiraria muitas gerações. A Smithsonian destacou como não é uma surpresa que este romance tenha sido levado ao desenvolvimento cinematográfico. A linguagem figurativa e as imagens que Brown utiliza permitem que o público sinta o que os remadores estão vivenciando. Joseph Sutton-Holcomb, do The Seattle Times, afirma que este livro é mais do que uma saga esportiva sincera sobre a maioridade, porque exemplifica o que pode ser realizado quando as pessoas se unem.

## Adaptação
Em 3 de março de 2011, a The Weinstein Company adquiriu os direitos do filme The Boys in the Boat, com direção de Kenneth Branagh e produção de Donna Gigliotti. Em outubro de 2018, a Lantern Entertainment (a sucessora da The Weinstein Company) contratou a Metro-Goldwyn-Mayer para distribuir o filme mundialmente. Em março de 2020, foi anunciado que o ator George Clooney dirigiria o filme.
A história da equipe vencedora da medalha de ouro também inspirou um documentário American Experience da PBS em 2016, The Boys of ’36.

## Prêmios e honras
- Bestseller do The New York Times[15]
- Livro de Não Ficção para Adultos do Ano da American Booksellers Association (2014)[16]
- Madalha Andrew Carnegie da American Library Association por Excelência em Seleção de Não Ficção (2014)[17]